# Apodrosus epipolevatus
Apodrosus epipolevatus (лат.) — вид жуков-долгоносиков из подсемейства Entiminae (Polydrusini). Название дано по признаку возвышенных рёбер надкрылий от слов греческого epipole (обозначающего «поверхность») и латинского levatus (обозначающего «возвышение»).

## Распространение
Северная Америка: Пуэрто-Рико.

## Описание
Жуки-долгоносики мелких размеров, длина тела от 2 до 4 мм. Форма тела вытянутая, длина в 2,5 раза больше ширины. Рострум немного длиннее головы. Основная окраска жёлтая, коричневая и зелёная. Крылья и плечевые бугры развиты. Усики 12-члениковые. Нижнечелюстные щупики 3-члениковые, нижнегубные щупики состоят из трёх сегментов. Вид был впервые описан в 2010 году в ходе родовой ревизии, проведённой пуэрто-риканскими энтомологами Jennifer C. Girón и Nico M. Franz (Department of Biology, Университет Пуэрто-Рико, Маягуэс, Пуэрто-Рико).